# 1592 Mathieu
1592 Mathieu (1951 LA) là một tiểu hành tinh vành đai chính được phát hiện ngày 1 tháng 6 năm 1951 bởi S. Arend ở Uccle.